# Chalinolobus dwyeri
Chalinolobus dwyeri (Ryan, 1966) è un pipistrello della famiglia dei Vespertilionidi endemico dell'Australia.

## Descrizione

### Dimensioni
Pipistrello di piccole dimensioni, con la lunghezza della testa e del corpo tra 47 e 53 mm, la lunghezza dell'avambraccio tra 38 e 42 mm, la lunghezza della coda tra 42 e 47 mm, la lunghezza delle orecchie di 17 mm e un peso fino a 9,7 g.

### Aspetto
La pelliccia è lunga. Le parti dorsali sono nerastre lucide, mentre le parti ventrali sono più brunastre con delle strisce bianche lungo i fianchi che si uniscono nella regione anale. Il muso è corto e largo, dovuto alla presenza di una massa ghiandolare presente su ogni lato e separata da un profondo solco dalle narici che si aprono lateralmente. Le orecchie sono corte, triangolari, con l'estremità arrotondata e con l'antitrago che si estende attraverso un lobo carnoso rotondo sul labbro inferiore all'angolo posteriore del muso e prosegue con un lobo allungato più piccolo lungo il labbro inferiore. Il trago è corto, allargato verso l'estremità arrotondata ed inclinato in avanti. Le ali sono attaccate posteriormente alla base delle dita dei piedi, i quali sono piccoli. La coda è lunga ed inclusa completamente nell'ampio uropatagio. Il calcar è provvisto di una carenatura rotonda ben sviluppata

## Biologia

### Comportamento
Si rifugia in piccoli gruppi all'interno di grotte, fessure rocciose, miniere, solitamente nella zona di penombra vicino alle entrate. I maschi solitari entrano in uno stato di ibernazione durante l'inverno. Il volo è lento ed altamente manovrato.

### Alimentazione
Si nutre di insetti catturati sotto la volta forestale a circa 6-10 metri di altezza.

### Riproduzione
Danno alla luce due piccoli alla volta da novembre a dicembre. Diventano indipendenti alla fine di febbraio.

## Distribuzione e habitat
Questa specie è diffusa nel Nuovo Galles del Sud orientale e nel Queensland sud-orientale.
Vive nelle foreste secche ed umide di eucalipto, nelle foreste secche di sclerofille e lungo i margini delle foreste pluviali.

## Conservazione
La Lista rossa IUCN, considerato che la popolazione matura è ridotta a meno di 10.000 individui e soggetta ad un declino a causa della perdita del proprio habitat, classifica C.dwyeri come specie prossima alla minaccia di estinzione (Near Threatened).